# Sarteano
Sarteano est une commune de la province de Sienne, dans la région Toscane, en Italie.

## Histoire
Des objets de l'Âge du bronze, plus précisément des époques subappenninique et protovillanovienne, ont été découverts sur le territoire de la commune, en particulier dans la grotta dell'Orso (grotte de l'Ours).
Mais le véritable développement du territoire de Sarteano se situe au VIe siècle av. J.-C., quand les petits villages de l'Âge du fer, dont on ne connaît que les nécropoles (Sferracavalli, Albinaio, Casolimpio), formèrent de véritables centres urbains. C'est de cette période que datent les nombreuses découvertes réalisées dans la nécropole de Solaia, d'où proviennent de nombreux vases en bucchero et quelques céramiques attiques à figure nere. Entre les IVe et IIe siècles av. J.-C. on note un florissant développement des nécropoles étrusques situées à l'est de Sarteano, en particulier les nombreuses tombes à hypogée mises au jour dans la localité dite les Tombe témoignent de la présence de riches familles de la classe foncière. 
À l'époque romaine, le territoire de Sarteano fut le siège de nombreux centres de production et de quelques villas de maîtres dont subsistent des vestiges imposants à la Peschiera Giannini.

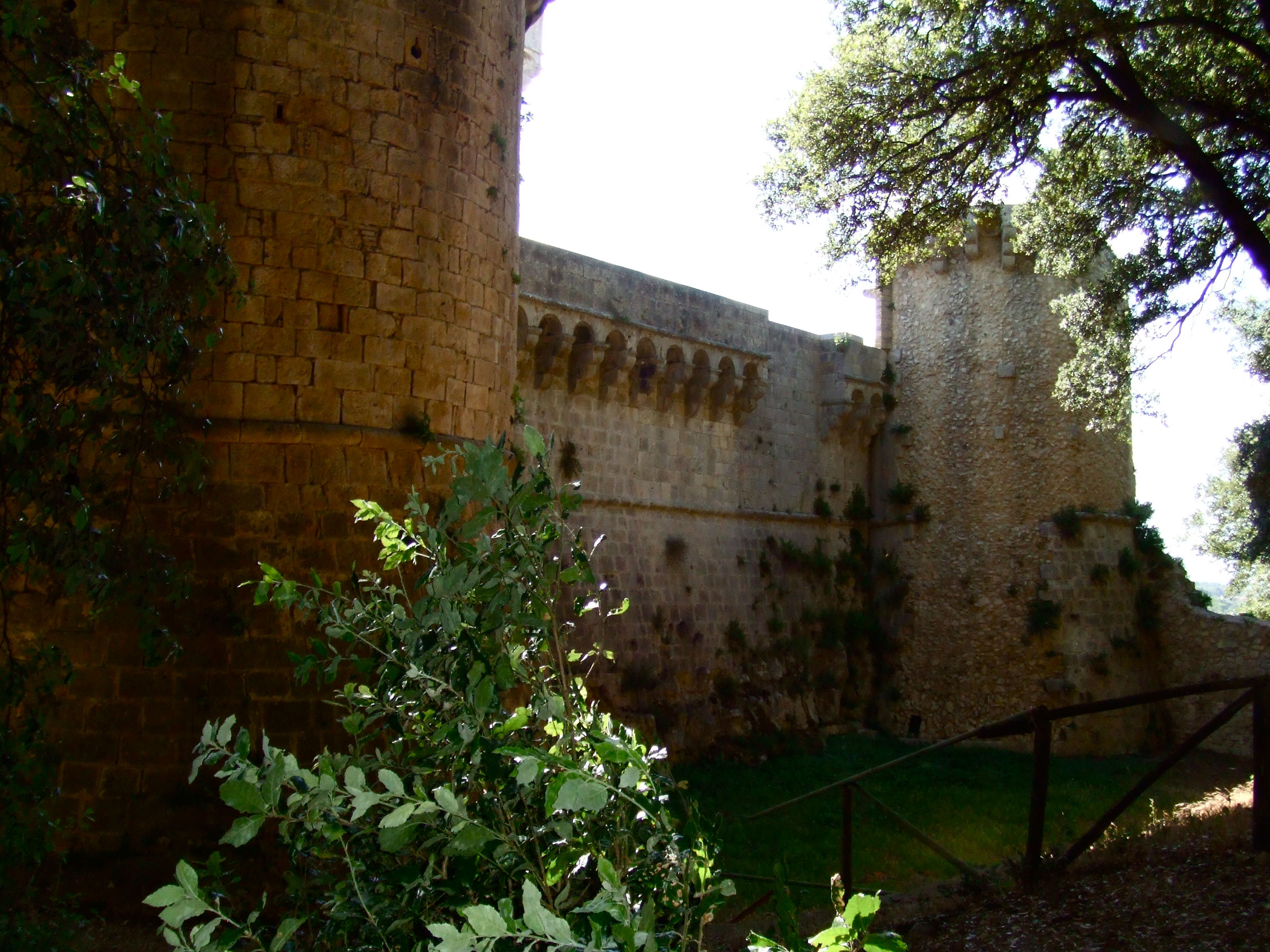
Douves du château.
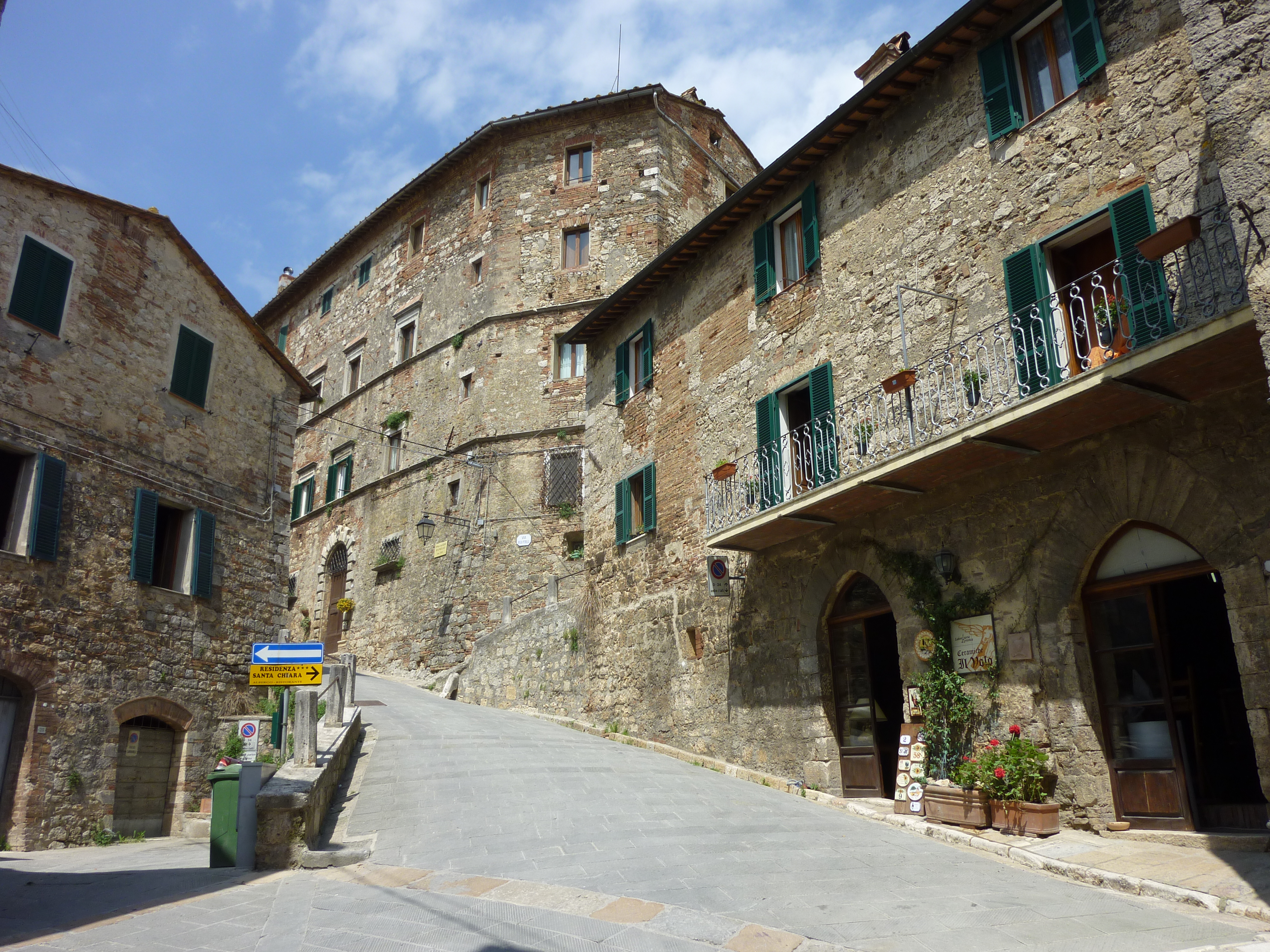
Rues de la ville médiévale.
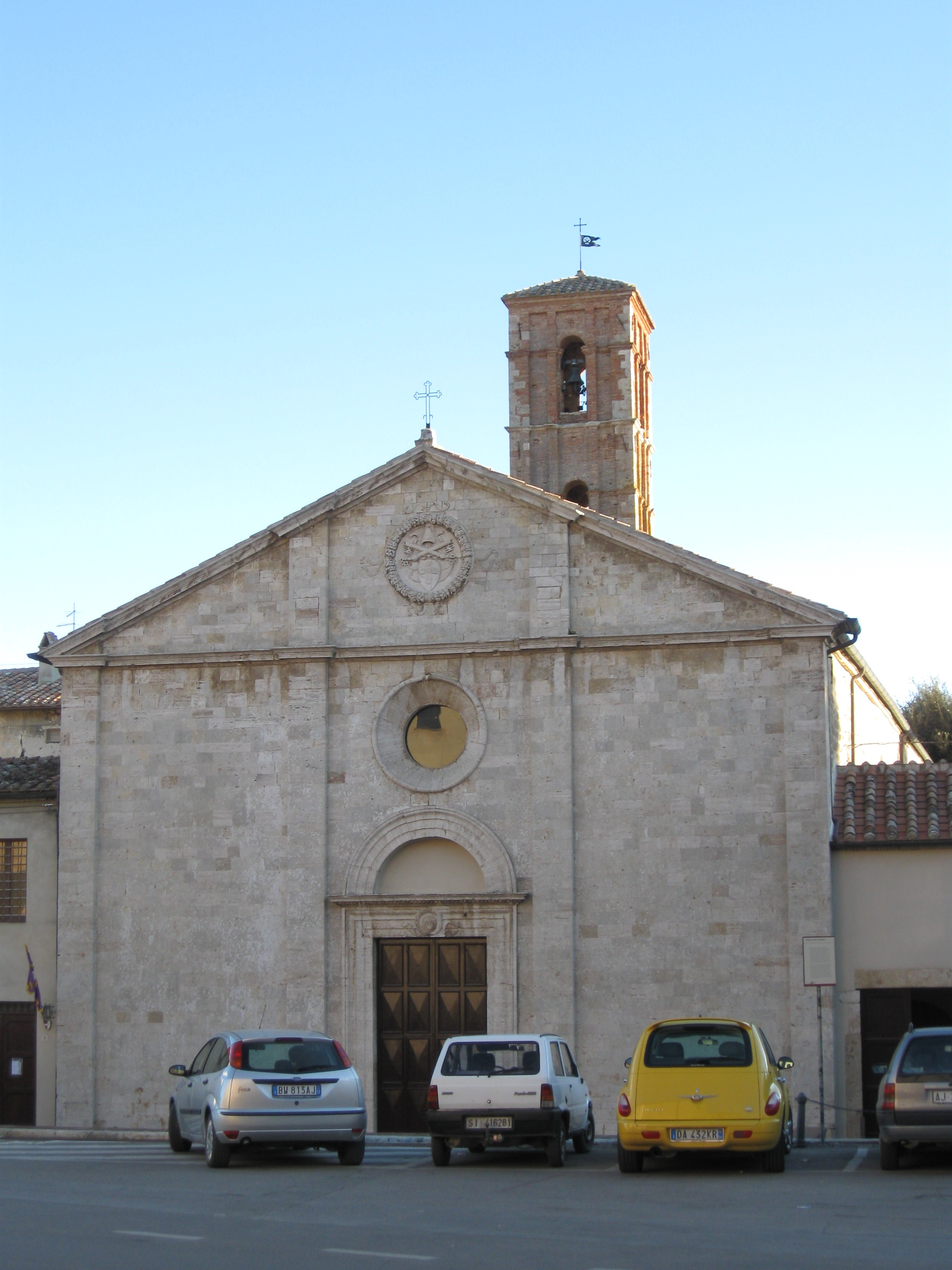
Église San Francesco.

C'est en octobre 2003 qu'a été découverte une tombe étrusque au décor peint exceptionnel, surnommée la Tombe du quadrige infernal (Tomba della quadriga infernale) accessible au public et dont les fresques sont aussi reproduites au Musée civique d'archéologie de Sarteano.

## Culture

### Monuments
Édifices militaires
- La Rocca du Sarteano

Édifices religieux
- Chiesa di San Francesco
- Collegiata di San Lorenzo
- Chiesa del Suffragio
- Chiesa di San Martino in Foro (Annonciation de Beccafumi)
- Pieve di Santa Vittoria
- Cappella della Madonna dell'Uccellino
- Cappella della Madonna del Mal di Capo
- Chiesa di Sant'Alberto
- Chiesa di Sant'Andrea (Castiglioncello del Trinoro)
- Abbazia della Santissima Trinità di Spineta

Lieux culturels
- Teatro Comunale degli Arrischianti
- Palazzo Gabrielli accueillant le musée civique d'archéologie de Sarteano

## Administration
| Période                                  | Période  | Identité      | Étiquette | Qualité |
| ---------------------------------------- | -------- | ------------- | --------- | ------- |
| 28 mai 2002                              | En cours | Fabio Dionori |           |         |
| Les données manquantes sont à compléter. |          |               |           |         |

### Hameaux
Castiglioncello del Trinoro.

### Communes limitrophes
Cetona, Chianciano Terme, Chiusi, Pienza, Radicofani, San Casciano dei Bagni.